# Résilience (écologie)
Pour les articles homonymes, voir Résilience.

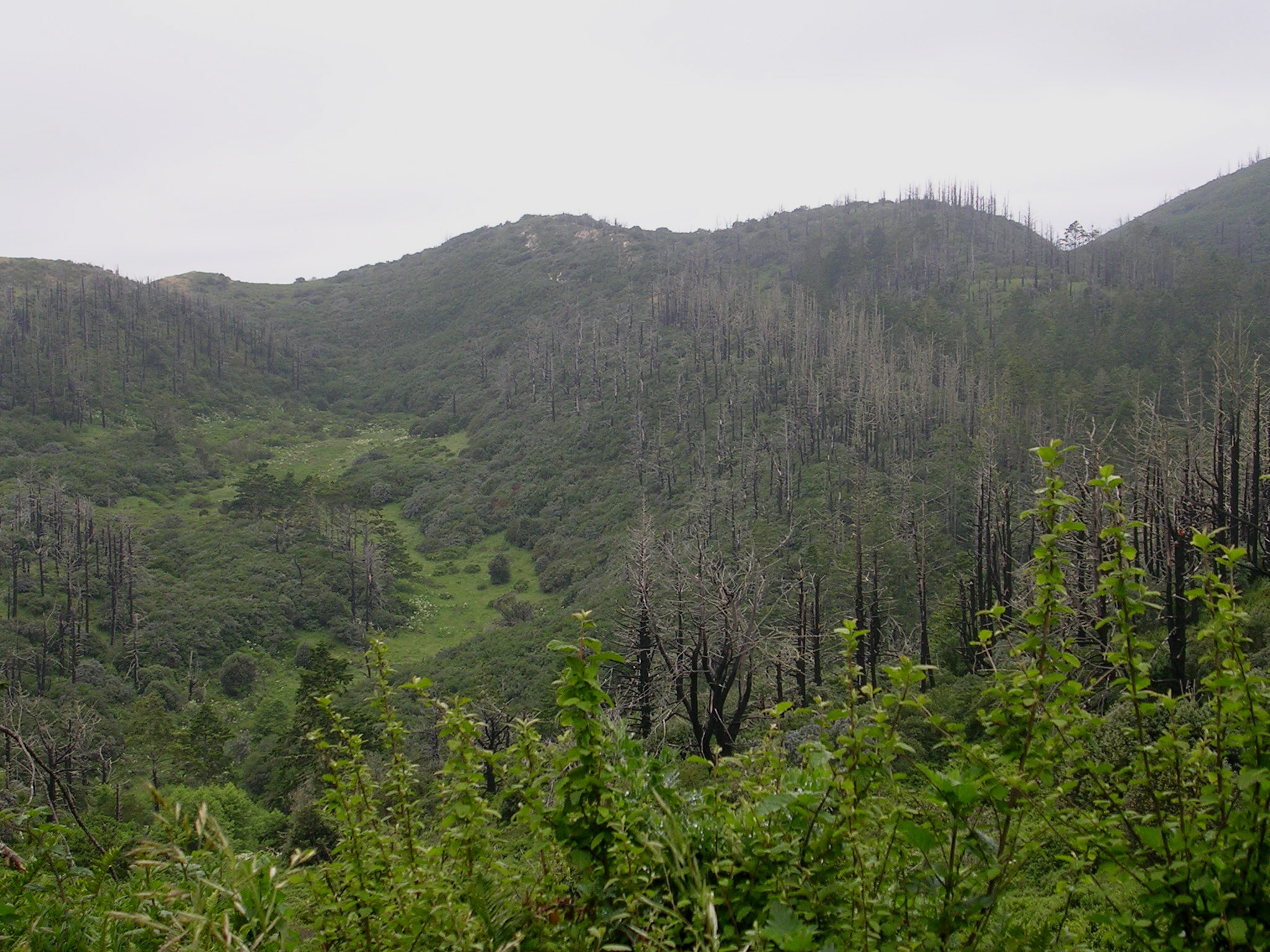
Après un incendie, l'écosystème forestier a une certaine capacité à « cicatriser » et à se reconstituer. Cette capacité de résilience écologique varie selon le contexte biogéographique et historique.

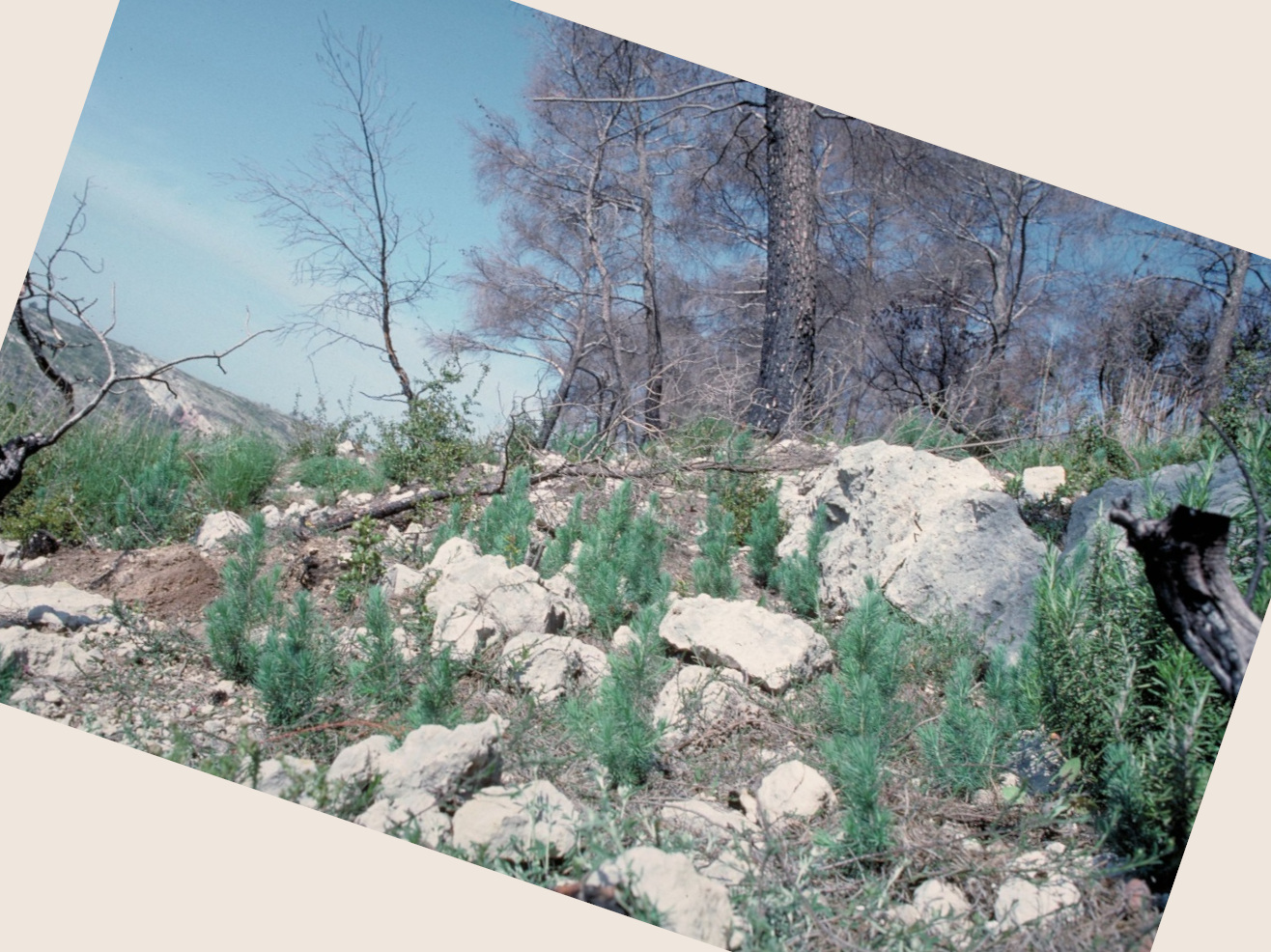
Colonisation d'un sol incendié par de jeunes plants de pins d’Alep, une espèce résiliente aux feux : ses cônes sérotineux s’ouvrent sous l’action de la chaleur libérant une grande quantité de graines.

La résilience écologique est la capacité d'un système vivant (écosystème, biome, population, biosphère) à retrouver les structures et les fonctions de son état de référence après une perturbation.
Une faible résilience peut conduire un système écologique à changer profondément de structure et de fonctionnement après une perturbation. Cette faible résilience peut être une caractéristique intrinsèque du système écologique ou être favorisée par sa dégradation liée à des activités humaines.
De manière générale, la diversité, la complémentarité des organismes présents dans un milieu et la redondance des fonctions que certaines espèces assurent au sein de l’écosystème sont les gages d'une meilleure capacité de résilience.
Selon l'ingénieur  Jean-François Jaudon, une faible empreinte écologique sur un milieu, respectant de fait sa biocapacité, autorise une meilleure résilience du biotope. Cet avis est partagé par Niko Paech (en). Par ailleurs, le réensauvagement naturel n'est pas suffisant en cas de forte empreinte écologique ayant été subie par le biotope, il doit être organisé et s'apparenter à de la restauration écologique ou à de la renaturation pour préserver la biodiversité.
Pour illustrer ces propos, en agriculture, la jachère est un moyen de préserver la résilience écologique des sols cultivés.
Olivier Hamant a écrit que la résilience écologique se rapproche de la robustesse et qu'à vrai dire, la robustesse est nécessaire à la résilience écologique.
Michel Huet, naturaliste , constate que, où que nous soyons, dans la forêt amazonienne, sur un atoll perdu dans le Pacifique, sur un terril du Nord,au pied d'un volcan en éruption, sur le bord d'un étang, sous la surface des océans, partout, nous pouvons évaluer la capacité de résilience de la biodiversité.Il ajoute que nous sommes capables, si nous le décidons, d'apporter à la nature une assistance quand nous sommes à l’origine d’un paysage ravagé, destructeur de biodiversité.

## Origine du concept
Des chercheurs aussi différents que James Lovelock, l'écologue canadien C.S. Holling ou américain David Tilman (en) ont montré le lien entre l'état de la biodiversité et la résilience des écosystèmes, le premier au travers de son « hypothèse Gaïa », le second dans un article qui a en 1973 promu ce concept, et le troisième dans ses travaux sur la biodiversité.
David Tilman avec l’Université St-Paul (Minnesota, États-Unis) a étudié l'effet de la biodiversité dans la prairie de cette région, à partir de 1982, en mesurant la productivité du milieu sur 207 parcelles plantées d'espèces locales contrôlées. Certaines parcelles étaient monospécifiques, ne contenant qu'une seule espèce végétale, les autres en contenant des quantités croissantes, avec différentes associations. En 1988, une grave sécheresse, la pire en 50 ans, a affecté la région, tuant toutes les récoltes et causant trois milliards de dollars de perte pour les agriculteurs. L'équipe de David Tilman a alors constaté que certaines parcelles avaient spectaculairement résisté et qu'il s'agissait toujours des parcelles présentant la plus grande biodiversité. La productivité de parcelles n'abritant qu'une ou deux espèces de plantes a été cette année-là six fois moindre que celles des parcelles en comportant 15 à 25, ce qui prouve l'importance des associations d'espèces adaptées à une zone biogéographique, les unes captant mieux l'azote de l'air, d'autres l'eau de profondeur, etc. La biodiversité est aussi une diversité fonctionnelle permettant aux communautés d'espèces, c'est-à-dire à l'écosystème, d'exploiter au mieux les ressources du lieu et du moment. Cette étude portait sur la diversité spécifique des espèces, mais il semble que la diversité génétique joue un rôle aussi important, notamment dans les populations naturellement quasi monospécifiques des milieux extrêmes (sub-polaires, sub-désertiques, salés, etc.). À plus large échelle, la diversité des milieux joue un rôle équivalent.
En 1996, le projet européen BIODEPTH a associé, dans le même esprit, huit pays qui ont étudié la biodiversité de 480 parcelles. En 1999, les observations de David Tilman étaient confirmées : plus la diversité des espèces était importante, plus l’écosystème était productif et résilient face aux perturbations.
Aujourd'hui, dans un contexte de dérèglement climatique, la résilience devient une clef essentielle pour permettre aux villes et territoires de s'adapter.

## Description

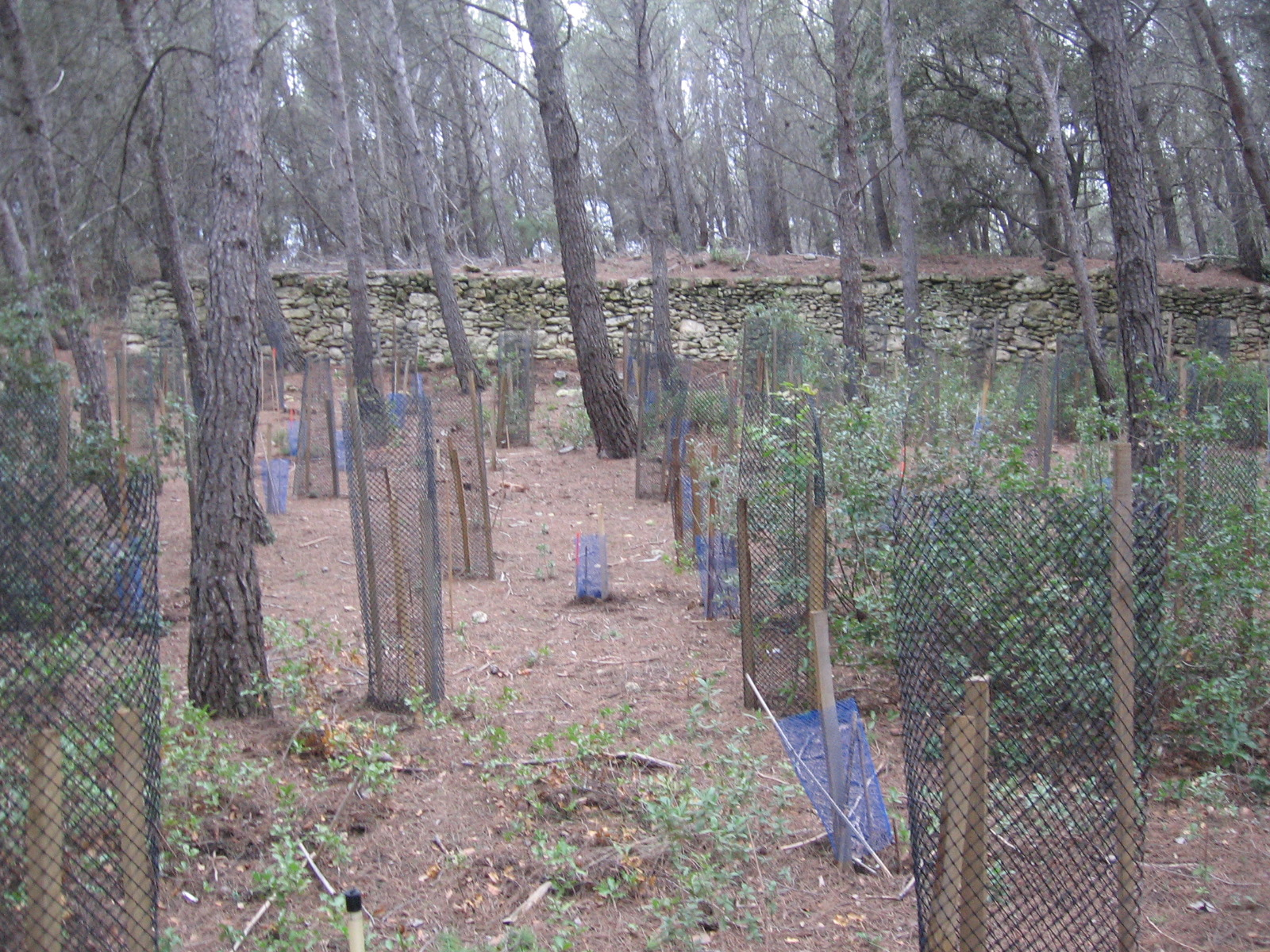
Des essais de plantation et de semis de feuillus (chênes, frênes, caroubiers, arbousiers, sorbiers et pistachiers) sous le couvert de pins d'Alep sont mis en œuvre dans la forêt de Saint-Mitre-les-Remparts (13). L'objectif est d'augmenter la résilience dans le contexte du changement climatique et la biodiversité des peuplements forestiers. Un programme de recherche Résilience des Forêts (PEPR FORESTT) va être lancé en septembre 2024

La résilience écologique désigne la capacité d'un système vivant à retrouver ou à conserver un état d'équilibre dynamique après une phase d'instabilité due à une perturbation extérieure ou interne. Par exemple, après un incendie, la résilience d'un écosystème forestier s'exprime à travers sa capacité à se reconstituer avec la banque de graines du sol, grâce aux semences et propagules apportées par l'air, l'eau ou des animaux ou encore à partir des rejets ou de la cicatrisation d'individus résistants au feu.
Cette notion est à distinguer des notions de récupération (capacité d’un système à retrouver la croissance ou toute autre caractéristique affectée négativement après une perturbation écologique) et de résistance (capacité d’un système à rester fondamentalement inchangé lorsqu'il est soumis à une perturbation).
Les conditions nécessaires pour garantir la résilience varient selon les espèces, les populations et les paysages ou biomes considérés. De manière générale c'est la richesse de la biodiversité et les capacités d'évolution, qui passent notamment par le maintien de la diversité génétique, qui garantissent une bonne résilience. Pour les forêts par exemple, ce sont les grandes forêts tropicales qui selon les modèles les plus récents et les plus complexes, se montrent plus résilientes au réchauffement climatique, en termes de conservation de leur biomasse face aux sécheresses. Toutefois, la capacité de résilience de tout système a des limites et le modèle HadCM3 du Met Office's Hadley Centre prédit une perte de biomasse dans les forêts tropicales d'ici 2100. On peut difficilement évaluer la résilience écologique à l'échelle globale ou planétaire mais, aux échelles locales, on peut mesurer la résilience de systèmes locaux à la suite de perturbations (inondation, sécheresse, incendie, pulvérisation de biocide...) dans la nature, en laboratoire, ou dans un écotron.

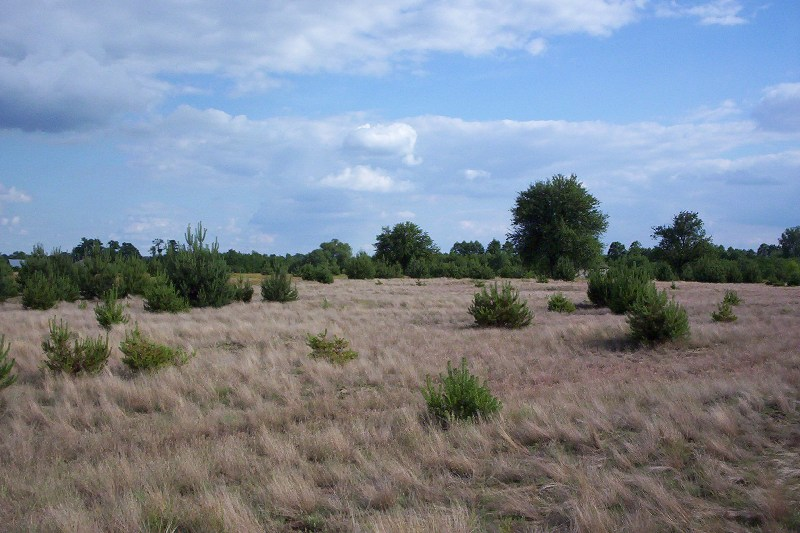
Colonisation spontanée d'un champ après arrêt de la culture, en Pologne. Ici, des graminées, puis des arbres, apparaissent, en commençant par des espèces et essences pionnières. Après plusieurs décennies, la forêt pourra reprendre ses droits, si les conditions de l’environnement lui sont favorables.

### Effet de seuil
L'effet de seuil, en écologie, est directement lié au concept de résilience. Un écosystème en bon état, et donc résilient, aura la capacité de supporter un nombre parfois très important d'agressions extérieures : événement climatique ou tellurique (volcan, séisme), incendie, invasion biologique, pollution, exploitation... Plus son état de fonctionnement est bon, meilleure est sa résilience et plus grande sera sa capacité à encaisser des pressions. De plus, ces différents impacts n'auront parfois pas d'effet visible sur le milieu, ils n’altèrent pas nécessairement les services produits. Puis, un événement supplémentaire, parfois mineur, fait atteindre le seuil de rupture et vient détruire l’équilibre qui existait. L'écosystème est alors transformé, souvent de manière irréversible. Un autre équilibre se crée ensuite, avec ses seuils de ruptures propres, difficilement décelables. Cet effet de seuil est une caractéristique constante du fonctionnement des espèces, des populations et des écosystèmes,.

#### Approche mathématique de la résilience d’un écosystème
La théorie de la viabilité, développée en 1991 par le mathématicien français Jean-Pierre Aubin, est bien adaptée au problème de la résilience. En effet, cette théorie fournit un cadre mathématique pour agir afin de conserver la viabilité d’un système. Par exemple, dans le cas d’un lac soumis à des rejets de nitrates, l’objectif sera de maintenir le taux de phosphore inférieur au seuil qui trouble l’eau et asphyxie les poissons, mais aussi de permettre aux agriculteurs d’utiliser suffisamment de nitrates pour leur assurer une productivité correcte. La théorie de la viabilité permet de formaliser ces problèmes typiques du développement durable, où la question n’est pas de maximiser un critère, mais de gérer un compromis. De plus la théorie ne fournit pas une solution unique, mais un ensemble de variantes possibles, ce qui donne une grande flexibilité à son application. Elle a suscité de nombreuses recherches sur le développement durable et la gestion des ressources renouvelables : eutrophisation des lacs, préservation de la forêt à Madagascar, occupation des sols dans la savane africaine…

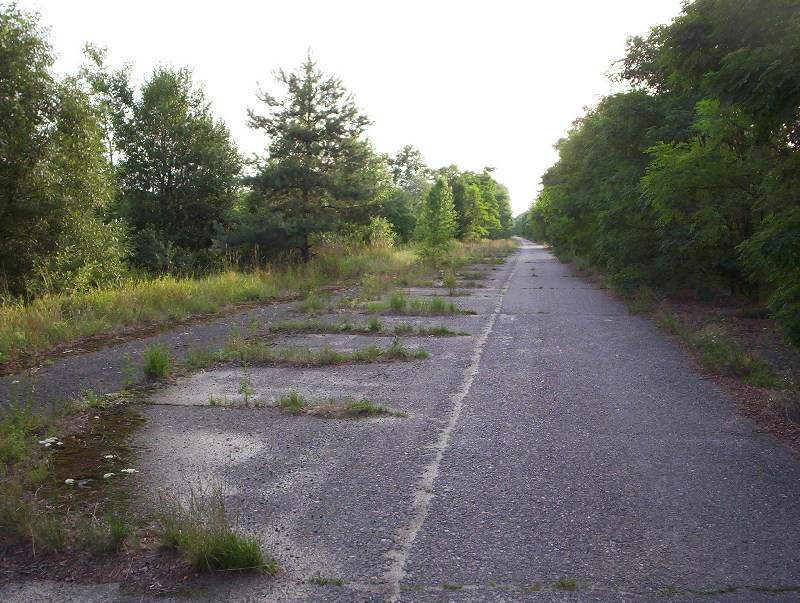
Début de colonisation et dégradation de l'asphalte par une flore spontanée, sur la partie forestière d'une autoroute polonaise non terminée et peu utilisée (Olimpijka).

## Interventions pour favoriser la résilience

### Génie écologique
Le génie écologique et la gestion restauratoire permettent d’accélérer les processus naturels de résilience en s'inspirant des processus naturels plutôt qu'en essayant de mettre en place de substituts. À l’issue d’une action de génie écologique, un des grands enjeux est d’aboutir à un écosystème lui-même résilient. Les interventions peuvent viser :
- la gestion des milieux : méthodes d'intervention (ou de non-intervention) et pratiques favorisant la biodiversité comme la gestion différenciée, l'agroécologie, l'éco-pâturage ;
- la restauration de milieux ou de fonctions écosystémiques : par exemple, restauration en forêt méditerranéenne d'une zone forestière mixte, c'est-à-dire composée d'un mélange feuillus-résineux, la diversité des espèces rendant en effet la forêt plus résiliente[18] aux incendies, attaques de rongeurs, augmentations de températures…
- la création de milieux : zones humides, prairies sèches, landes, steppes, strate herbacée[19]… ; intégration de l'activité économique dans l'écosystème.

### Corridors écologiques
Quand l'intégrité écologique d'un milieu est dégradée, des connectivités écologiques fonctionnelles (et donc pas seulement apparentes) semblent être une condition de la résilience et de la stabilité à long terme de l'écosystème. C’est d’ailleurs l’un des enjeux de la Trame verte et bleue en France d’assurer des connexions fonctionnelles aux différentes échelles du territoire (local, régional, national, supranational) qui favorisent le déplacement des espèces dans un contexte de changement climatique et offrent ainsi à la biodiversité des possibilités de résistance et de résilience.

### Observation de phénomènes de résilience écologique

#### Exemple de Tchernobyl
Dans la zone interdite à la suite de la catastrophe nucléaire de Tchernobyl, des loups et les ours sont spontanément revenus. De nombreuses autres espèces, d'oiseaux notamment, recolonisent la zone depuis que l'agriculture et la chasse y ont disparu. Cette zone peut donc être considérée comme une démonstration de la capacité de résilience de la nature qui, à la suite d'une perturbation importante, est capable de réparer elle-même assez rapidement ses fonctionnalités écologiques.
Pour autant, l'idée largement répandue que Tchernobyl est devenu un réservoir de biodiversité est à nuancer. Anders Pape Moller, de l’université Pierre-et-Marie-Curie de Paris, étudie la biodiversité sur ce site contaminé depuis plus de 10 ans et a prouvé que la biodiversité décroît, parfois fortement, dans les zones fortement radioactives,,,,. Ainsi, certaines populations d’oiseaux sont inférieures de moitié dans ces zones, de même, que pour une partie des espèces d'insectes, pour lesquelles les populations sont inférieures à 90 % par rapport au reste de l'Ukraine. Cette zone pourrait donc plutôt être un piège écologique[réf. souhaitée].